# Mordella nigra
Mordella nigra es una especie de coleóptero de la familia Mordellidae.

## Distribución geográfica
Habita en Chile.